# Государственный университет Боуи
Государственный университет Боуи (англ. Bowie State University; BSU) — общественный исторически чёрный университет в Буи, штате Мэриленд, США. Основан в 1925 году как учительская школа. По состоянию на осень 2024 года в нём обучается 6 353 студентов. На 2025 год годовой бюджет университета составляет 203,8 миллиона долларов. Старейший исторически чёрный университет штата и один из десяти старейших в стране. 

## История
Основан в 1865 году Балтиморской ассоциацией по повышению нравственности и образования цветного населения как учительская школа. Первым помещением школы стало здание Африканской баптистской церкви на углу Калверт-стрит и Саратога-стрит в Балтиморе. Отдельное помещение было приобретено в 1867 году неподалеку, на углу Саратога-стрит и Кортленд-стрит, и школа официально получила название Балтиморской нормальной школы для цветных учителей (англ. Baltimore Normal School for Colored Teachers). После реорганизации в 1883 году в Балтиморскую нормальную школу (англ. Baltimore Normal School for Colored Teachers), она продолжала выпускать афроамериканцев-учителей до 1908 года. Тогда школа стала государственным учебным заведением при Департаменте образования штата Мэриленд и была переименована в Нормальную школу №3 (англ. Normal School No. 3).
Вскоре после этого, в 1910 году, школа переехала на ферму Иерихон, кампус площадью 187 акров (0,59 км²) в округе Принс-Джорджес. В старом фермерском доме проживало около 60 учащихся. В 1914 году школа была переименована в Мэрилендскую нормальную и промышленную школу в Боуи (англ. Maryland Normal and Industrial School at Bowie). В 1925 году было введено двухлетнее профессиональное обучение, в 1931 году — трёхлетняя программа, а в 1935 году — четырёхлетняя программа для учителей начальной школы. В знак признания ведущей роли школы в деле подготовки учителей, тогда же она была переименована в Мэрилендский педагогический колледж в Боуи (англ. Maryland Teachers College at Bowie). Далее в 1951 году была запущена четырехлётняя программа для учителей старшей школы, а в 1961 году — четырехлетняя программа для учителей средней школы. Два года спустя заведение поменяло название на Государственный колледж Боуи (англ. Bowie State College). Была организована школа гуманитарных наук с дополнительными специальностями по английскому языку, истории и социальным наукам, хотя упор по–прежнему делался на педагогическое образование. В 1969 году была введена степень магистра в области образования.
В 1988 году колледж был переименован в Государственный университет Боуи (англ. Bowie State University). В последующие десятилетия Боуи продолжал расширяться, особенно в профессиональной сфере и STEM. В 1992 году он стал первым исторически чёрным университетом, который начал свою деятельность за рубежом, запустив программы для дислоцированных за рубежом военнослужащих. BSU занял 61-е место в США и 1-е место в Мэриленде по доходам выпускников, превышающим ожидаемые, согласно первому в истории рейтингу колледжей Америки, составленному журналом The Economist, который был опубликован в октябре 2015 года. Они использовали статистическую оценку для каждого колледжа, основанную на таких факторах, как средние баллы SAT, соотношение полов, расовая принадлежность, размер колледжа, является ли университет государственным или частным, а также набор предметов, которые студенты выбрали для изучения. В 2020 году бывшая жена Джеффа Безоса Маккензи Скотт пожертвовала университету 25 миллионов долларов, что стало крупнейшим единоразовым пожертвованием в его истории. В рейтинге исторически чёрных университетов от U.S. News & World Report за 2025 год BSU занял 11-е место из 77.

## Обучение
Университет разделён на четыре колледжа: Колледж искусств и наук, Колледж бизнеса, Колледж образования и Колледж профессиональных исследований. BSU предлагает 29 специальностей бакалавриата, 20 магистерских, 3 докторские и 16 сертификационных программ. В партнёрстве с Университетским колледжем Мэрилендского университета в он стал первым в истории исторически чёрным университетом, который начал предоставлять обучение за рубежом. Он также является первым университетом в стране, который начал присваивать степень бакалавра в области педологии.